# بيل هيكس
بيل هيكس (بالإنجليزية: Bill Hicks) (و. 1961 – 1994 م) هو موسيقي، وكاتب، وممثل من الولايات المتحدة الأمريكية ولد في فالدوستا.

## روابط خارجية
- بيل هيكس على موقع IMDb (الإنجليزية)
- بيل هيكس على موقع ألو سيني (الفرنسية)
- بيل هيكس على موقع ميوزك برينز (الإنجليزية)
- بيل هيكس على موقع أول موفي (الإنجليزية)
- بيل هيكس على موقع إن إن دي بي (الإنجليزية)
- بيل هيكس على موقع أول ميوزيك (الإنجليزية)
- بيل هيكس على موقع ديسكوغز (الإنجليزية)
- بيل هيكس على موقع قاعدة بيانات الفيلم (الإنجليزية)
- بيل هيكس على موقع كينوبويسك (الروسية)